# Zuider Ee
De Zuider Ee (officieel, Fries: Suderie, ook wel Suder Ie of Súd Ie) is een riviertje in de provincie Friesland dat stroomt van Dokkum tot Ezumazijl. 

## Geschiedenis
De Zuider Ee wordt door Nicolaes van Geelkercken op zijn kaart van Dokkum uit 1616 vermeld als de De Suir Ee. Op de kaart van Oostdongeradeel uit 1664 in de Schotanusatlas wordt het aangeduid als Suyder Ee, vervolgens op de kaart uit 1718 als De Zuyder Ee vulgo de Suyr Ee (vulgo = in de volksmond). Wopke Eekhoff vermeldt het water op zijn kaart uit 1855 als de Zuider-Ee. De naam Zuider Ee wordt wel verklaard op basis van het draaien van het kaartbeeld waarbij de Dokkumer Ee tussen Leeuwarden en Dokkum de noordelijke Ee is en het deel tussen Dokkum en Ezumazijl de zuidelijke Ee. Dit draaien van het kaartbeeld was in Noord-Nederland vrij zeldzaam. Een soortgelijke verhouding zou bestaan hebben tussen de Zuider Ee en de Paesens, welke daarom ook wel Noorder Ee geheten zou hebben.
Bij opgravingen binnen de stad Dokkum in 1954 kwam een kwelderoppervlak aan het licht, vermoedelijk toe te schrijven aan de voorlopers van de Paesens en de Zuider Ee. Oorspronkelijk bestond de Zuider Ee uit twee losse stroompjes die met elkaar verbonden werden met het doorgraven van de kwelderwal Metslawier-Jouswier-Ee. Hierdoor kent de Zuider Ee ook een knik tussen Metslawier en Jouswier. Blijkens oude kaarten begon de Zuider Ee oorspronkelijk bij het dorp Ee. Hoewel er te Dokkum en Ezumazijl scheepvaartsluizen aangelegd werden, zou de Zuider Ee nooit drukbevaren worden door de nabijheid van het Dokkumergrootdiep.
De Zuider Ee verzorgde vanouds een groot deel van de afwatering van Oostdongeradeel. Via de Oostrumerzijl ten westen van het dorp Oostrum werd het water geloosd op het Dokkumergrootdiep. Eertijds loosden grote delen van Westdongeradeel en Oostdongeradeel hun water via de Paesens tot deze dichtslibde rond 1450. Vervolgens verliep de afwatering grotendeels via het Dokkumergrootdiep, maar door de open verbinding met de stadsgrachten van Dokkum en de Zuider Ee kreeg Oostdongeradeel met veel water te maken met overstromingen tot gevolg. De afwatering van geheel Oostergo verliep namelijk via Oostdongeradeel. De Paesens werd rond 1600 afgedamd bij Dokkum waardoor het gebied met nog meer water te maken kreeg. Vervolgens werd ook nog Oostrumerzijl opgeheven in 1604 waarmee al het water via de Zuider Ee en Ezumazijl geloosd werd. Deze was daar niet op berekend en dus werd de Oostrumerzijl vernieuwd.
In 1633 mocht Oostdongeradeel een zijl aanleggen in Dokkum om het water te keren, maar de problematiek bleef aanhouden. In 1672 was de Oostrumerzijl dichtgeslibd en werd deze definitief opgeheven. Met de aanleg van de sluis Dokkumer Nieuwe Zijlen in 1729 kwam de zijl in Dokkum te vervallen en kreeg het water weer ruim baan. Om dit te verlichten werd de Jaarlasloot bij Wetsens uitgediept om het water via een deel van de Paesens te lozen. Pas in 1821 zou het opstuwende boezemwater uit de rest van Friesland geweerd worden door de aanleg van een dijk tussen Holwerd en Dokkum.
In 1931 kwam het Gemaal Dongerdielen tot stand bij Ezumazijl. Dit gemaal beheert het peil van de Zuider Ee en het grootste deel van Oost- en Westdongeradeel. De stroomkoker van dit gemaal komt uit in de sluiskom van de Sluis Ezumazijl. In de jaren 70 werd de Lauwersseewei over de Zuider Ee aangelegd. Hierbij werd het water deels gekanaliseerd al is de oude loop nog herkenbaar door afgesneden meanders die nog aanwezig zijn.

## Loop
De Zuider Ee begint bij de oostelijke stadsgracht van Dokkum. Niet ver van de binnenstad bevindt zich een schutsluis in het zogenaamde Schapedijkje, de Oostervallaat. De Zuider Ee loopt vervolgens in noordoostelijke richting door de wijk It Fûgellân van Dokkum. Net buiten de stad kruist de Zuider Ee de N361. De Zuider Ee loopt daarna min of meer parallel aan deze weg tot het bij Jouswier in een meer oostelijke richting afbuigt. Hier kruist het water de N358. Tussen Anjum en Ee stroomt het water door het gebied de Anjumer Kolken. Bij Ezumazijl sluit de Zuider Ee via de Sluis Ezumazijl aan op het Lauwersmeer waarin het zich buiten de voormalige zeedijk voortzet als de vaargeul de Raskes en daarna als het Bochtje.   
Over de Zuider Ee liggen de volgende bruggen:
1. Oosterverlaat in Dokkum
2. Dongeradyksbrêge in Dokkum
3. Reigersbrug in Dokkum
4. Ryslânsbrêge in Dokkum
5. Een voetgangersbrug in Dokkum
6. Fûgellânsbrêge ten oosten van Dokkum
7. Loulânsbrêge ten oosten van Dokkum
8. Kowebrêge (feitelijk twee bruggen), tussen Jouswier en Reidswal
9. Grutte Tille, tussen Jouswier en Reidswal
10. Witte Brêge, tussen Ee en Anjum
11. Een voetgangersbrug bij een gemaal, tussen Ee en Anjum
12. Saatsenbrêge tussen Dijkshorne en Anjum
13. Brug te Ezumazijl

Verschillende opvaarten komen uit op de Zuider Ee, dit zijn de: Oostrumeropvaart, Morrastervaart, Eesteropvaart, Lange Sloot en de Anjumeropvaart (via de Moersloot).

## Súd Ie en Wetterfront Dokkum
In 2013 ging het project Súd Ie & Wetterfront Dokkum van start. Om Dokkum te verbinden met het Lauwersmeer wordt de Zuider Ee bevaarbaar gemaakt voor middelgrote motorboten. Dit project voorziet onder meer in het ophogen van de bruggen over de Zuider Ee en de aanleg van visplaatsen en trailerhellingen. Daarnaast wordt de Zuider Ee uitgebaggerd en wordt het oude jaagpad hersteld. Men is voornemens om de vaarroute te verlengen tot Oostmahorn via de Nieuwe Vaart. Ook zullen werkzaamheden uitgevoerd worden aan het Oosterverlaat in Dokkum.

## Galerij

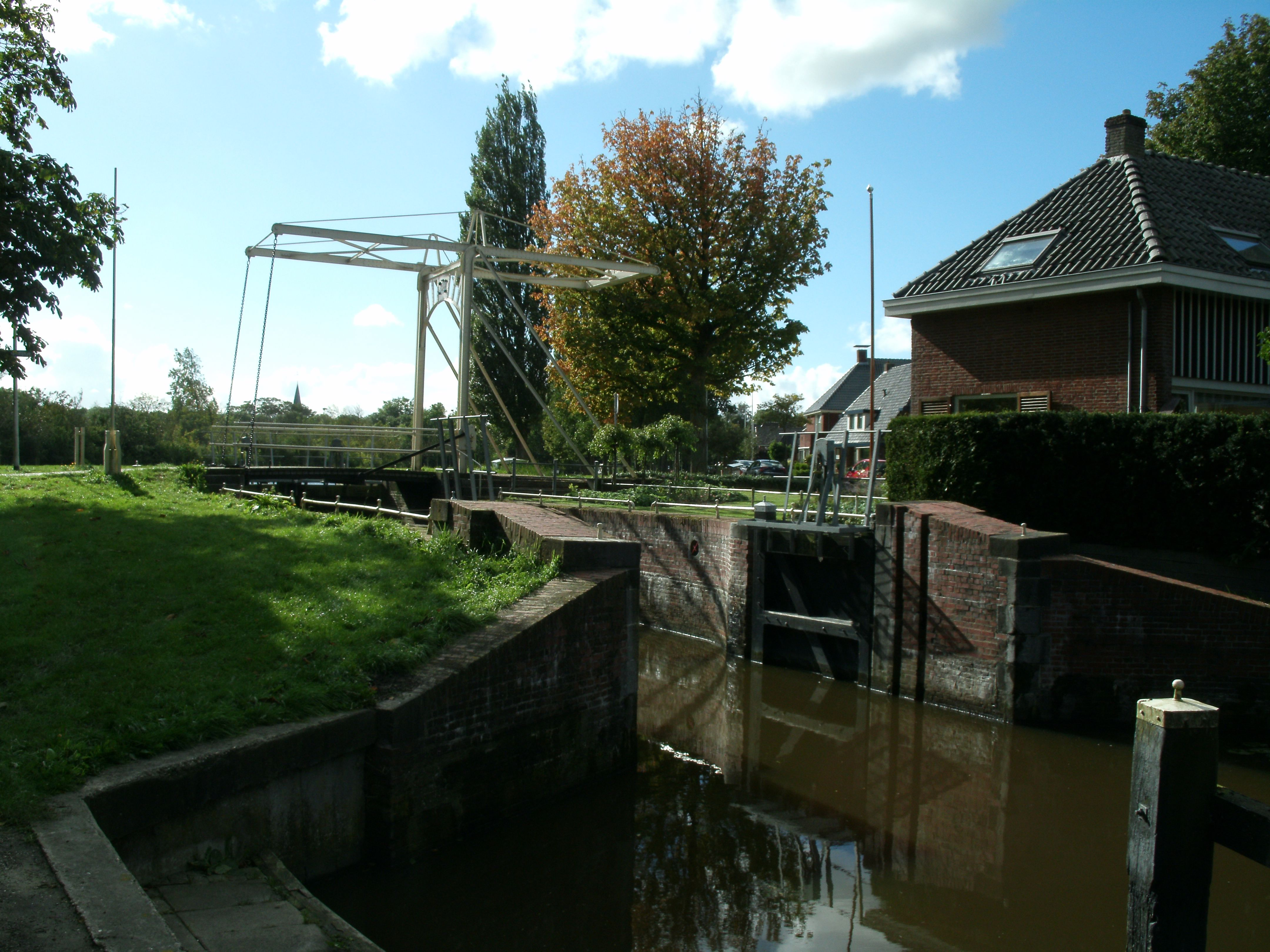
Het Oosterverlaat te Dokkum.
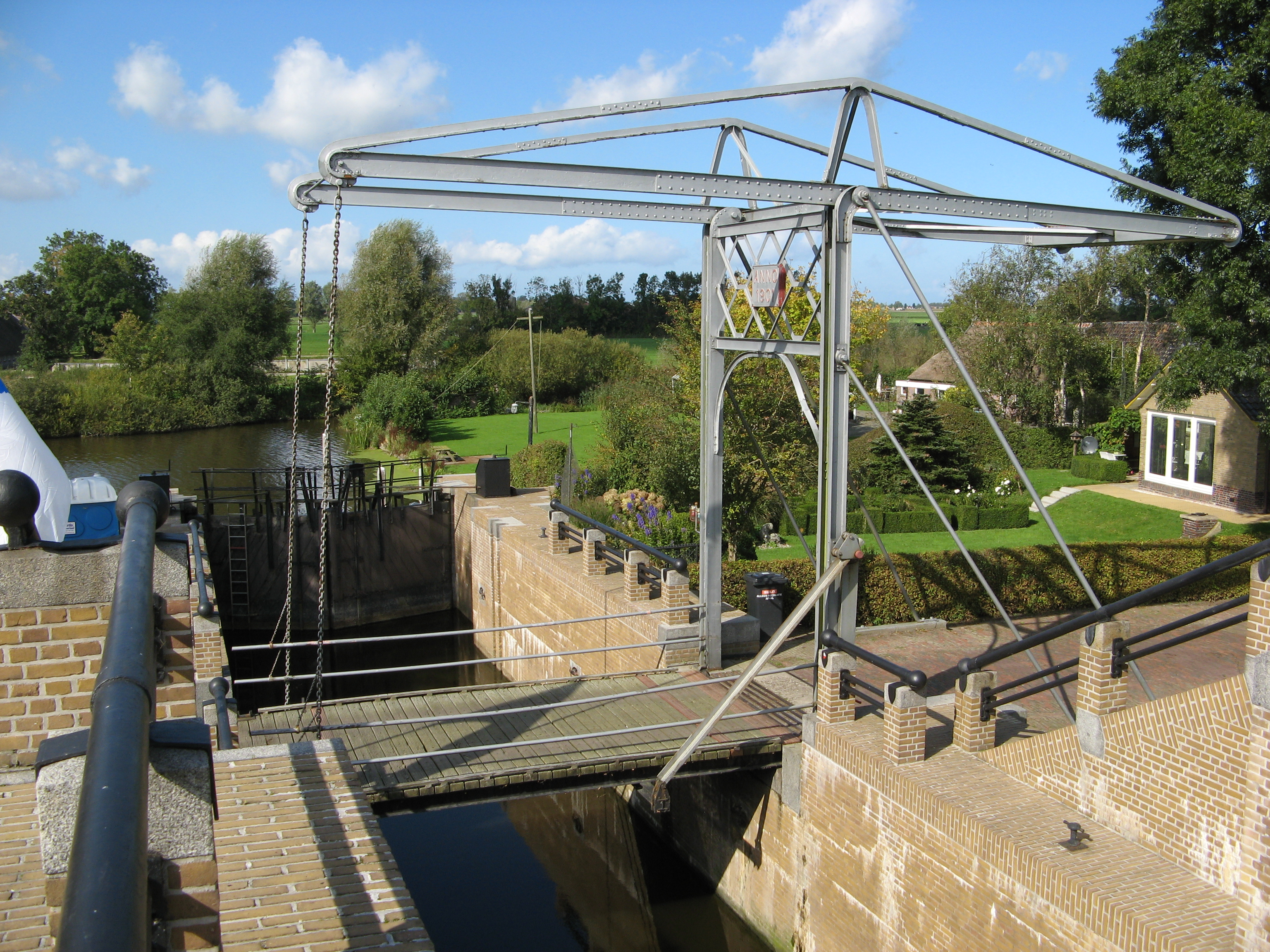
Sluis en brug te Ezumazijl.
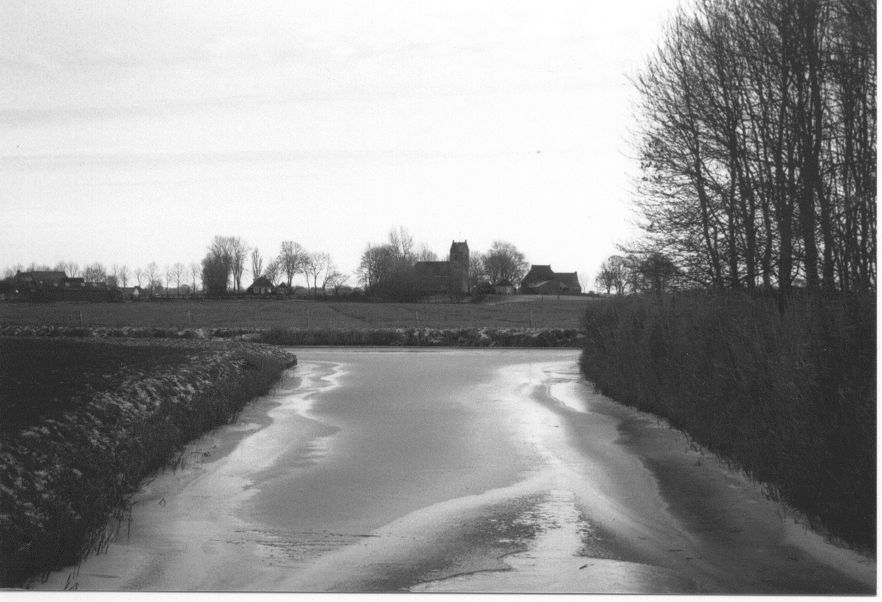
Aansluiting van de Lange Sloot op de Zuider Ee met op de achtergrond de Petruskerk van Jouswier.
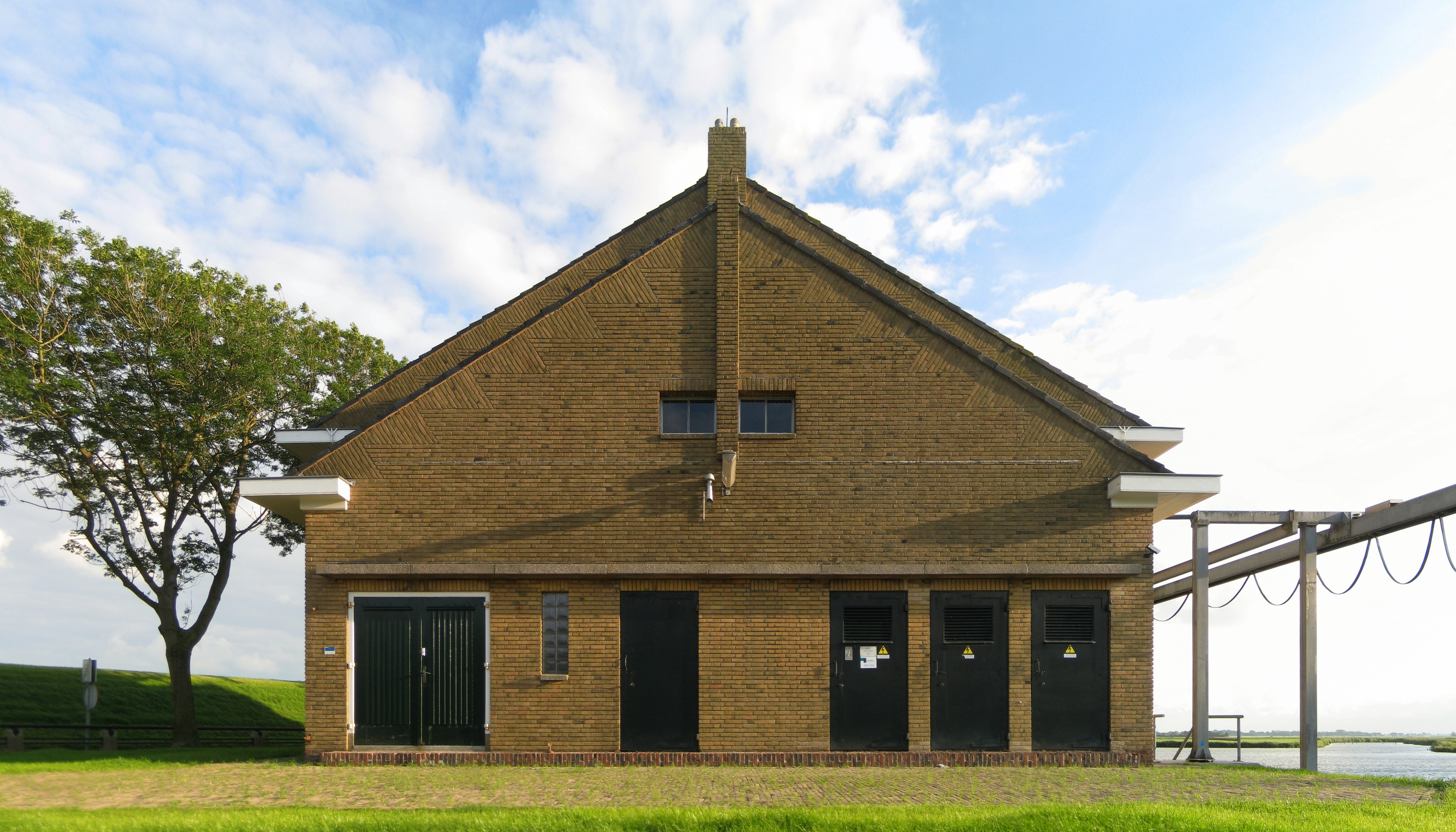
Het Gemaal Dongerdielen uit 1931.